# レドンドビーチ (カリフォルニア州)
レドンドビーチ（英: Redondo Beach）は、アメリカ合衆国カリフォルニア州ロサンゼルス郡の都市。人口は7万1576人（2020年）。ロサンゼルス大都市圏のサウスベイ地域に位置する。マンハッタンビーチ、ハモサビーチ、そしてレドンドビーチの3都市からなる「ビーチ・シティーズ」のひとつである。
市の範囲は南北に細長く、海岸沿いの地区（サウス・レドンドビーチ）とマンハッタンビーチやハモサビーチから内陸に入った地区（ノース・レドンドビーチ）の2つに分けられる。
主な見どころはレドンドビーチ桟橋（マニシパル桟橋）やサンディビーチなどで、観光客やスポーツ愛好家の間で人気である。

## 歴史
レドンドビーチの起源は1785年にスペイン人のランチョ・サンペドロに与えられた土地の一部であり、その土地は現在のサウス・レドンド地区にあたる。

## 地理
レドンドビーチの砂浜は南のパロス・バルデス岬からはじまり、北のレドンドビーチ桟橋に達する。この砂浜は「RAT（ライト・アフター・トーランス）ビーチ」として知られている。
ザ・ストランド（以前はマルヴィン・ブローデ・バイク・トレールとして知られていた）とよばれる舗装されたサイクリングコースは南のトーランスからサウス・レドンドビーチを通り、北のハモサビーチ、マンハッタンビーチを抜け、サンタモニカへ至る。

## ライフスタイル

### ビーチ
ビーチの日常風景は数千人の人々が自転車のほか、ジョギング、スケートボード、ローラーブレード、車いす、散歩をしたりしながら太陽や波を楽しむといったものである。
海岸沿いを通っていた道はキングハーバー・マリーナと桟橋の施設周辺でいったん海岸から離れ、道路に設けられた専用レーンを1マイルほど進み、ハモサビーチで再び海岸沿いに戻る。
サーフィンはサウスベイ地域のライフスタイルでは年間を通じて重要度が高く、クリスマスや元旦にもサーフィンをする人がみられる。レドンド・ブレイクウォールはサウスベイ地域では有名なサーフィンスポットである。
普段はサウスベイ地域に穏やかに打ち寄せる波も、冬の太平洋で発生する嵐によっては巨大な波に、ときには恐ろしい怪物のようにもなる。
2005年12月には最大で4.6m～6.1mという過去最大の波が観測され、大波に逆らってサーフィンをしようとしたサーファーが1人救出された。
ビーチバレーもレドンドビーチのライフスタイルでは重要なものである。広大で平坦な砂浜はビーチバレーにとって完璧な環境で、ポールとネットは常時設置されており、市が整備を行っている。
近隣のハモサビーチ、マンハッタンビーチではAVP（Association of Volleyball Professionals）の主催する大会が開催される。オリンピックの金メダリストケリー・ウォルシュ・ジェニングスとその夫でビーチバレー選手のケーシー・ジェニングスはレドンドビーチに住んでいる。
近年、レドンドビーチは映画やドラマ等の撮影地として人気が高まっている。FOXで放送されたテレビドラマThe O.C.ではレドンド・ユニオン高校、レドンドビーチ桟橋、市内の公園等で撮影が行われた。またベイウォッチシリーズの撮影拠点にもなった。

### 近隣

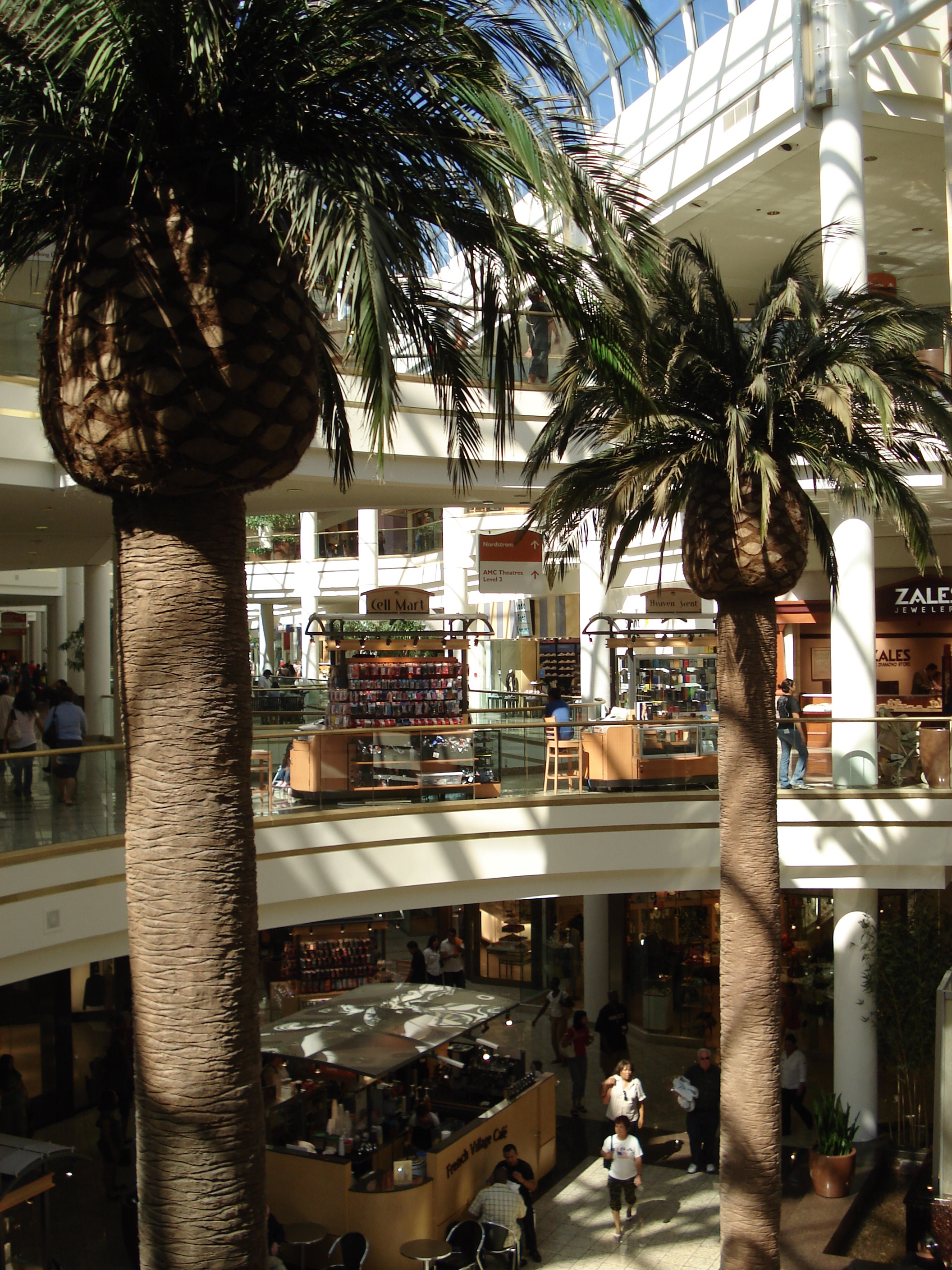
サウスベイ・ガレリア。ローンデールとの境界近くにあるショッピングモール。

レドンドビーチは東西に走る190番ストリート、アニータ・ストリート、ヘロンド・ストリートを境に南北2つの地域に分けられる。南側のサウスレドンドには桟橋やマリーナ・ハーバーの施設があり、北のハモサビーチとの境界線はほぼ一直線になっている。
海岸沿いを通るパシフィック・コースト・ハイウェイ（カリフォルニア州道1号線）より海側はレストランやボートのアクティビティで熱狂的で、人々は活気に満ちており、常に忙しい。ハイウェイの内側は大半が住宅地となっている。
南北のレドンドビーチを分けるマリーナにはAES社の発電所がある。発電所が今後25年間の操業を停止することになり、その敷地をどう活用するかが過去10年の市の政治的な議論の中心であった
。
発電所には世界的に有名な芸術家のロバート・ワイランドの壁画「Gray Whale Migration（コククジラの移動）」が横179m×縦29mの大きさで描かれている。
桟橋やマリーナの近くの小さな商業地域は、かつては漁業や缶詰製造に力を入れていた。桟橋は魚などの食料品や缶詰をアメリカ国内のほかアジア地域へ輸送するのに使われていた。
しかし1970年代から1980年代にかけてこれらの産業は衰退していった。1990年代になると海水浴客によってマリーナの周辺は復活を遂げた。新たな住民はビーチウェアやサーフィンのアクセサリーを売り始めた。
サウス・レドンドビーチには広い砂浜があり、のんびりとした雰囲気に満ちている。住宅地はノース・レドンドビーチよりも若干高級である。市民センターには図書館も設置されている。
ノース・レドンドビーチは190番ストリートより北、海岸沿いのハモサビーチの大部分とマンハッタンビーチの一部地域の内陸に広がっている。住宅地が主であるが、市の主要な産業・商業地域も含んでいる。
サウスベイ・ガレリア・ショッピングセンターもあり、アーテシア・ブールバード周辺を活性化させている。レドンドビーチ・パフォーミングアーツセンターはサウスベイ地域の主要な文化施設の一つであり、ロサンゼルス・バレット（Los Angeles Ballet）、Distinguished Speaker Series、カラコア・エンターテインメント（Kala Koa Entertainment）等様々なイベントが行われる。
レドンドビーチ図書館の北分館がノース・レドンドビーチ地域に置かれている。市の子供の約3分の2はノース・レドンドビーチに住んでいる。
レドンドビーチ近隣には初期からアーツ・アンド・クラフツ様式の住宅が多く建っていたが、より裕福な人に購入され、モダン様式の建物に急速に建て替えられていった。海岸部には2世帯、3世帯の住宅が多く、内陸部には一戸建ての住宅が多い。
市内全域の新しい住宅の高さは9.8m以下に制限されている。マンハッタンビーチとは異なり、屋上を居住空間にしたり、ウッドデッキを設置することができる。

### その他
ダウンタウン（カリフォルニア州道1号線の西、1番アベニューとパロスバルデス・ブールバードに囲まれた地区）のリヴィエラ・ビレッジという愛称（同地区にあるハリウッド・リヴィエラから名づけられた）でよばれる地区では落ち着いた雰囲気で買い物や食事を楽しむことができる。
2004年以降、いくつかのレストランが新たにオープン、もしくはリニューアルされ、地元に好影響を与えている。ダウンタウンには洋服や流行品を専門に扱う商店やブティックが多くあり、ワインテイスティングのできるギャラリーも3か所以上ある。
ヨットハーバーや桟橋のあるマリーナは広く、韓国海鮮料理のレストラン、観光客に人気のバー、ゲームセンター等もある。桟橋は地元の釣り人にとって人気のスポットで、ロサンゼルスの内陸部からも、多くの人が独特の形をした長い桟橋へ釣りをしにやって来る。
桟橋に隣接したマリーナにはさらに6軒のレストラン、海産物店、約100種類のビールが飲めるパブがある。桟橋やハーバー周辺の巨大で画一的なコンクリートの建造物は、サウスベイ周辺の他の地域にみられる由緒があり居心地の良い雰囲気の街並みとは全く対照をなしている。

## 経済
市の包括的年間財務報告書2009年版によれば、市内の雇用主トップ10は以下の通りである。
| 順位 | 雇用主                         | 従業員数 | 割合   |
| ---- | ------------------------------ | -------- | ------ |
| 1    | ノースロップ・グラマン         | 1,640    | 16.15% |
| 2    | レドンドビーチ統合教育学区     | 1,100    | 3.05%  |
| 3    | ビーチ・シティーズ保健区       | 620      | 1.72%  |
| 4    | レドンドビーチ市               | 487      | 1.35%  |
| 5    | ノードストローム               | 363      | 1.01%  |
| 6    | クラウン・プラザ               | 339      | 0.94%  |
| 7    | ザ・チーズケーキ・ファクトリー | 261      | 0.72%  |
| 8    | DHLグローバルフォワーディング  | 244      | 0.68%  |
| 9    | ターゲット・コーポレーション   | 217      | 0.60%  |
| 10   | メイシーズ                     | 208      | 0.58%  |

### 物価
ビーチでの生活はかなり高くつく。ロサンゼルス・タイムズのデータによると、1999年から2005年にかけ、不動産価格の上昇率は年約20%であった。海岸まで徒歩ですぐ行けるような土地は100万ドル以上の価格で販売され、海が直接臨めるような土地では200万ドルを超す。
雑誌「マネー」ではレドンドビーチ周辺をアメリカで最も物価の高い場所と位置付けている。寝室が3つ、バスルームが2つの住宅の平均価格（2006年）はサウス・レドンドビーチで100万ドル、ノース・レドンドビーチで87万5000ドルとなっている。2007年の金融危機は住宅価格に影響を与えたが、他の南カリフォルニアより深刻ではなかった。

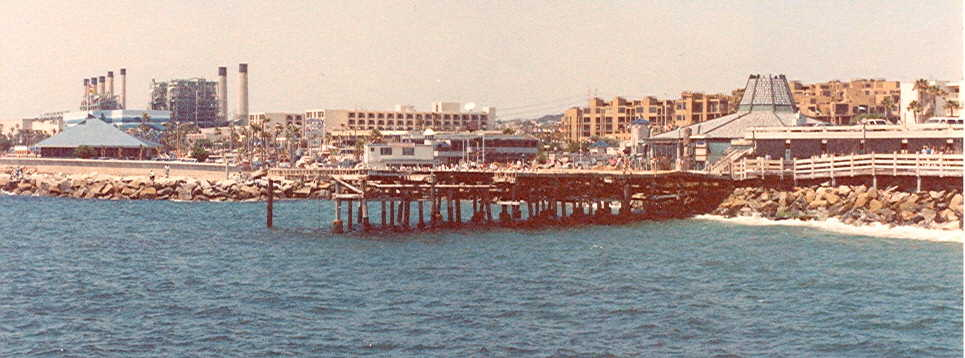
1991年6月のレドンドビーチ桟橋

## 交通
ノース・レドンドビーチにロサンゼルスメトロC線のレドンドビーチ駅がある。内陸部にあり、ビーチからはかなり離れている。

## 人口統計

### 2010年国勢調査
以下は2010年国勢調査による人口統計データである。
| 基礎データ - 人口: 66,748 人 - 世帯数: 29,011 世帯 - 家族数: 16,229 家族 - 人口密度: 4,151.0人/km2（10,751.1人/mi2） - 住居数: 30,609 軒 - 持家: 51.4% - 賃貸: 48.6% - 空家 - 持家: 0.9% - 賃貸: 5.3% - 住人 - 持家: 55.1% - 賃貸: 44.2% - 住居密度: 1,930.6軒/km2（4,930.2 軒/mi2） 人種別人口構成 - 白人: 74.6%（ヒスパニックを除くと65.2%） - アフリカン・アメリカン: 2.8% - ネイティブ・アメリカン: 0.4% - アジア人: 12.0% - 太平洋諸島系: 0.3% - その他の人種: 4.1% - 混血: 5.8% - ヒスパニック・ラテン系: 15.2% | 年齢別人口構成 - 18歳未満: 19.3% - 18-24歳: 6.3% - 25-44歳: 34.7% - 45-64歳: 29.3% - 65歳以上: 10.5% - 年齢の中央値: 39.3歳 - 性比 - 男性：49.8% - 女性：50.2% 世帯と家族（対世帯数） - 18歳未満の子供がいる: 27.0% - 結婚・同居している夫婦: 43.1% - 結婚していない異性のカップル: 6.6% - 同性のカップル: 0.6% - 未婚・離婚・死別女性が世帯主: 8.7% - 単身世帯: 31.9% - 65歳以上の老人1人暮らし: 7.4% - 平均構成人数 - 世帯: 2.29人 - 家族: 2.94人 収入と家計 - 収入の中央値 - 家族: 98,916米ドル - 貧困線以下 - 対人口: 5.9% |

## 行政

### 地方行政
市の包括的年間財務報告書によると、市の企業の総収入は1億950万ドル、総支出は1億680万ドル、総保有資産は2億8310万ドル、総債務額は6630万ドル、総投資額は7950万ドルとなっている。
市の行政機関のトップは以下のとおりである。
| 行政機関                   | 長                        |
| -------------------------- | ------------------------- |
| シティー・マネージャー     | ウィリアム・P・ワークマン |
| シティー・マネージャー補佐 | ピーター・グラント        |
| 警察署                     | W・ジョセフ・レオナルディ |
| 消防署                     | ロバート・メッガー        |
| 情報技術局                 | クリス・ベンソン          |
| 地域開発局                 | アーロン・ジョーンズ      |
| 図書館                     | ジーン・スカーリー        |
| 公共事業局                 | マイケル・ウィザンスキー  |

市にはカリフォルニア州を78に区分した保健区のうちの一つであるビーチ・シティーズ保健区の本部がある。保健区は1955年に設立され、サウスベイ病院の運営など、健康およびウェルネスサービスをハモサビーチ、マンハッタンビーチ、レドンドビーチの住民に提供している。
2002年に、ビーチ・シティーズ保健区はビーチ・シティーズの3都市の子どもや家族に向けたフィットネス施設である、アドベンチャープレックスをマンハッタンビーチにオープンした。アドベンチャープレックスには迷路、トンネル、屋外ロッククライミング、ロープを用いたアスレチック、体育館などがある。
ロサンゼルス郡健康サービス局はトーランスとレドンドビーチの近郊、ロサンゼルス市のハーバー・ゲートウェイ地区にトーランス・ヘルスセンターを運営している。
アメリカ合衆国郵便公社はノースカタリナ・アベニュー1201番地にレドンドビーチ郵便局、
ビア・エルプラド1715番地にレドンドビーチ第2郵便局、
アーテジア・ブールバード2215番地にレドンドビーチ北郵便局、
ホーソーン・ブールバード1815番地にガレリア郵便局をそれぞれ運営している。

### 政治
レドンドビーチはカリフォルニア州議会上院選挙区では28区に属しており、民主党のテッド・リュウ（劉雲平）が選出されている。カリフォルニア州議会下院選挙区では53区に属しており、民主党のベッツィ・バトラーが選出されている。
連邦議会下院ではカリフォルニア州33区に属している。
2008年アメリカ合衆国大統領選挙ではバラク・オバマが59%の票を獲得し、ジョン・マケインの37%を上回った。

## 教育
市はレドンドビーチ統一学区に属しており、レドンド・ユニオン高校が学区内にある。

## 著名な出身者・住人
- ブラック・フラッグ - ハードコア・パンク・バンド。
- エドウィン・マクミラン - 化学者。1951年ノーベル化学賞受賞。
- ヒサエ・ヤマモト - 日系アメリカ人の短編作家。
- イヴ・トーレス - ダンサー、モデル、プロレスラー。
- ジュディス・レズニック - 宇宙飛行士。チャレンジャー号爆発事故で死亡。
- ロン・コーヴィック - 元アメリカ海兵隊員の反戦活動家。
- チャールズ・リンドバーグ - 大西洋単独無着陸飛行に初めて成功した飛行家。
- パウ・ガソル - スペイン出身のバスケットボール選手。
- デミ・ムーア - 女優。
- ポール・ウェストファル - バスケットボール選手、指導者。
- メッタ・ワールド・ピース - バスケットボール選手。2011年までの名前はロン・アーテスト。
- シャノン・ブラウン - バスケットボール選手。
- トレイシー・ローズ - ポルノ女優、映画プロデューサー、映画監督、作家、歌手。
- ウィリアム・ローズクランズ - 発明家、石炭油会社社長、外交官、政治家、アメリカ陸軍士官。

## 大衆文化の中で

### 音楽・ミュージックビデオ
- パティ・スミスの1975年のアルバム『ホーセス』に収録された「レドンド・ビーチ」は2004年にモリッシーにカバーされ、2005年にシングル化された。
- ザ・ビーチ・ボーイズの曲「サーフィンU.S.A.」では歌詞に「レドンドビーチ」が登場する。
- ブリトニー・スピアーズのビデオ「クレイジー」は市内のエディソン発電所で撮影された。
- ボーイズ・ライク・ガールズの「Love Drunk」のミュージックビデオはレドンドビーチ・インターナショナル・ブールバードにあるレドンド・ファン・ファクトリーで撮影された。

### テレビ
- テレビドラマ『The O.C.』は市内のビーチや桟橋で撮影された[15]。
- テレビドラマ『デクスター 警察官は殺人鬼』はレドンドビーチ桟橋で撮影された。
- テレビドラマ『24 -TWENTY FOUR-』はAES発電所が多くのシーンで使われている。
- テレビドラマ『CSI:マイアミ』はレドンドビーチで撮影された。
- テレビドラマ『リップタイド探偵24時』はキングハーバーで撮影された。
- テレビドラマ『おとぼけスティーブンス一家』の多くのエピソードは市内のサウスベイ・ガレリアで撮影された。
- 90年代のテレビドラマ『カリフォルニア・ドリーム』はレドンドビーチで撮影された。
- 『スタートレック』シリーズの最初の作品『宇宙大作戦』の『デネバ星の怪奇生物』というエピソードでは市内のTRW社本部で撮影された[16]。

### 映画
- 『ハートブルー』はレドンドビーチで撮影された。ガソリンスタンドが炎上、爆発するシーンはベリル通りとカタリナ通りの交差点で発生し、フットチェイスのシーンでは有名なサーフィン用品の店のそばを通過している。
- 2006年の映画『リトル・ミス・サンシャイン』ではレドンドビーチが旅の目的地となるが、実際のロケはベンチュラで行われた。
- 『メン・アット・ワーク』は市内で撮影された。作中では「ラスプラヤズ」という市名になっている。
- 『パイレーツ・オブ・カリビアン/ワールド・エンド』は市内の海岸で撮影された。2006年にはハーバーにブラックパール号が数週間停泊していた。
- 『パルプ・フィクション』でジョン・トラボルタが演じたビンセント・ベガはレドンドビーチに住んでいる。
- 『キャノンボール』のモチーフとなったレースはレドンドビーチがゴール地点であった。
- 『ビッグママ・ハウス2』のビーチのシーンは市内の桟橋などで撮影された。
- 1990年の映画『黄昏のチャイナタウン』では市内にバード・オブ・パラダイス・モーテルという架空のモーテルが存在する。
- 1988年の映画『テキーラ・サンライズ』は市内の遊歩道などで撮影された。カート・ラッセルが演じた登場人物はレドンド・ユニオン高校の指輪をはめている。
- 2002年の映画『ホット・チック』に主演したロブ・シュナイダーがアンナ・ファリスに突き落とされて観客席を転げ落ちるシーンはレドンド・ユニオン高校のフットボール場が撮影地として使われた[17]。
- 『1408号室』のビーチのシーンはハモサビーチとレドンドビーチで撮影された。

## 姉妹都市
- ハモサビーチ （アメリカ合衆国 カリフォルニア州）
- マンハッタンビーチ （アメリカ合衆国カリフォルニア州）
- ラ・パス （メキシコ バハ・カリフォルニア・スル州 ）
- 糸満市 (日本国 沖縄県)